# 梨羽侑里
梨羽 侑里（なしわ ゆり、1957年2月20日 - ）は、日本の元女性声優。東京都出身。
以前は、梨羽 雪子（なしわ ゆきこ）、梨羽 由記子の名前で活動していた。

## 略歴
立教大学文学部卒業。
放送表現教育センター、青二プロダクションに所属していた。

## 人物
趣味は読書、音楽鑑賞、旅行。

## 出演作品
※太字はメインキャラクター。

### テレビアニメ
1981年
- 太陽の牙ダグラム（ビリー・ボール、サラ・カシム・ボイド）
- 忍者ハットリくん（1981年 - 1987年、ママ、ソレカラス）

1982年
- うる星やつら（1982年 - 1986年、ランの母、ママ）
- おはよう!スパンク
- 逆転イッパツマン（桃太郎）
- ゲームセンターあらし（子供、女性アナ、アナウンサー）
- さすがの猿飛（一条桃子）
- ときめきトゥナイト（真壁華枝、男子生徒）
- まいっちんぐマチコ先生（すみやっこ）

1983年
- アルプス物語 わたしのアンネット（ナレーション、エレーナ）
- イタダキマン（カンノ先生、女性、おばさん）
- 装甲騎兵ボトムズ（女、フィアナ、声、局員）
- パーマン（1983年 - 1985年、須羽ガン子 他）
- ピュア島の仲間たち（ローラ姫）
- 魔法のプリンセス ミンキーモモ（先生）
- 未来警察ウラシマン（スティンガー・キャット 他）

1984年
- OKAWARI-BOY スターザンS（女王）
- 星銃士ビスマルク（ドンナ）
- とんがり帽子のメモル（ミッシェルのママ）
- 超攻速ガルビオン（インカ）
- 森のトントたち（ナレーション）
- らんぽう（岩崎ひろみ先生）
- ルパン三世 PARTIII

1985年
- 機甲界ガリアン（秘書）
- ゲゲゲの鬼太郎（第3作）（二口女）
- コンポラキッド（晴海真知子）
- 小公女セーラ（アメリア先生）

1986年
- 銀牙 -流れ星 銀-（富士）

1987年
- 愛の若草物語（キング夫人）
- ウルトラB（トオル）
- エスパー魔美（1987年 - 1988年、母親、信吾の母、健太の母、石子の妻）
- キテレツ大百科（木手美智子）（TVSP）
- シティーハンター（夫人）
- ハイスクール!奇面組（仁の母）

1989年
- チンプイ（1989年 - 1991年、小金山スネ美）

### 劇場アニメ
- 伝説巨神イデオン・発動篇（1982年、トロロフ）
- 忍者ハットリくん ニンニン忍法絵日記の巻（1982年、ママ）
- ドキュメント 太陽の牙ダグラム（1983年、ビリー）
- 忍者ハットリくん ニンニンふるさと大作戦の巻（1983年、ママ）
- パーマン バードマンがやって来た!!（1983年、須羽ガン子）
- 忍者ハットリくん+パーマン 超能力ウォーズ（1984年、ママ）[18]
- 忍者ハットリくん+パーマン 忍者怪獣ジッポウVSミラクル卵（1985年、ママ）
- ベルサイユのばら 生命あるかぎり愛して（ばあや）
- チンプイ エリさま活動大写真（1990年、スネ美）
- Pa-Pa-Pa ザ★ムービー パーマン（2003年、ガン子）[19]

### OVA
- 那由他（1986年、お母さん）
- 雨降り小僧（1989年、母親）
- マイメロディのオオカミさんにきをつけて（1994年、おかあさん）

### 吹き替え
- アメリカン・ヒーロー
- オズの魔法使い（グリンダ）※1987年NHK版
- オルフェ（ユリディウス）
- スーパーマンII ※テレビ朝日版
- ドクトル・ジバゴ（ジェラルディン・チャップリン）
- マシンガン・ジョニー（リル〈マリル・ヘナー〉）※日本テレビ版
- 猛獣大脱走（ローラ〈ロレーヌ・ド・セル〉）

### ナレーション
- にんげんゆうゆう - NHK教育テレビ
- はりきって体育 - NHK教育テレビ
- The・サンデー+30 - 日本テレビ

### デジタルコミック
- ルパン三世 D2 MANGA（1997年、伯爵夫人）

### その他
- こどもにんぎょう劇場
  - 「赤ずきん」（お母さん、おばあさん）
  - 「どんぐりと山ねこ」（ナレーション）